# Secrétariat à la Culture du Mexique
Pour les articles homonymes, voir Ministère de la Culture.
Le Secrétariat à la Culture du Mexique (en espagnol : Secretaría de Cultura) est l'un des membres du cabinet présidentiel du Mexique, responsable de la diffusion et de la promotion de la culture dans le pays. Il est connu sous l'acronyme Conaculta jusqu'en décembre 2015.

## Liste des secrétaires
- Gouvernement Enrique Peña Nieto
  - (2015 - 2016) : Rafael Tovar y de Teresa
  - (2017 - 2018) : María Cristina García Cepeda

- Gouvernement Andrés Manuel López Obrador
  - (2018 - 2024) : Alejandra Frausto Guerrero

- Gouvernement Claudia Sheinbaum
  - (depuis 2024) : Claudia Curiel de Icaza